# Daxter Miles
Daxter Miles jr. (Baltimora, 5 gennaio 1996) è un cestista statunitense.